# Rotonda pentagonale
In geometria, la rotonda pentagonale è un solido di 17 facce appartenente alla famiglia delle rotonde.

## Caratteristiche
Come altre rotonde, anche la rotonda pentagonale è un prismatoide; essa è in particolare costituita da un pentagono e un decagono posti su piani paralleli congiunti da cinque pentagoni e da cinque coppie di triangoli equilateri che condividono un vertice, alternati.
La rotonda pentagonale è uno dei 92 solidi di Johnson, in particolare quello indicato come J6, ossia un poliedro strettamente convesso avente come facce dei poligoni regolari ma comunque non appartenente alla famiglia dei poliedri uniformi.
Questa rotonda può essere vista come la metà di un icosidodecaedro o di una ortobirotonda pentagonale.

## Formule
Considerando una rotonda pentagonale avente come facce dei poligoni regolari aventi lato di lunghezza {\displaystyle a}, le formule per il calcolo del volume {\displaystyle V}, della superficie {\displaystyle A}, dell'altezza {\displaystyle h} e del circumraggio {\displaystyle C} risultano essere:
{\displaystyle V={\frac {a^{3}}{12}}\left(45+17{\sqrt {5}}\right)\approx 6,91776\cdot a^{3};}
{\displaystyle A={\frac {a^{2}}{2}}\left(5{\sqrt {3}}+{\sqrt {10\left(65+29{\sqrt {5}}\right)}}\right)\approx 22,3472\cdot a^{2};}
{\displaystyle h=a\left({\sqrt {1+{\frac {2}{\sqrt {5}}}}}\right)\approx 1,37638\cdot a;}
{\displaystyle C={\frac {a}{2}}\left(1+{\sqrt {5}}\right)\approx 1,61803\cdot a.}

## Poliedro duale
Il poliedro duale della rotonda pentagonale è un poliedro avente 10 facce triangolari e 5 a forma di rombo e 5 a forma di aquilone. 
| Poliedro duale | Sviluppo piano del duale |
| -------------- | ------------------------ |
|                |                          |